# Coralie Larnack
Coralie Larnack est une joueuse française de volley-ball née le 22 octobre 1982 à Nancy, Meurthe-et-Moselle. Elle mesure 1,91 m et joue centrale.

## Clubs
| Club                        | Pays   | De        | À         |
| --------------------------- | ------ | --------- | --------- |
| Maizières-les-metz AC       | France | 1996-1997 | 1997-1998 |
| INSEP                       | France | 1998-1999 | 2000-2001 |
| Brossolette Olympique Reims | France | 2001-2002 | 2002-2003 |
| ASPTT Mulhouse              | France | 2003-2004 | …         |

## Palmarès
- Championnat de France
  - Finaliste : 2007, 2008, 2009, 2010

- Coupe de France
  - Finaliste : 2009, 2010